# Antella (kommun)
Antella är en kommun i Spanien.   Den ligger i provinsen Província de València och regionen Valencia, i den östra delen av landet, 300 km sydost om huvudstaden Madrid. Antalet invånare är 1 409. Arean är 17,6 kvadratkilometer. Antella gränsar till Alberic, Alzira, Càrcer, Cotes, Gavarda och Sumacàrcer. 
Terrängen i Antella är kuperad västerut, men österut är den platt.